# Список радянських жінок, нагороджених медаллю імені Флоренс Найтінгейл

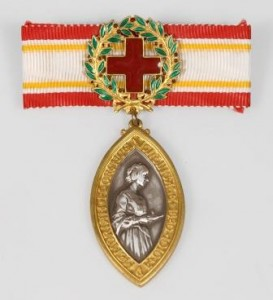
Медаль імені Флоренс Найтінгейл

Медаль імені Флоренс Найтінгейл (англ. Florence Nightingale Medal) — жіноча нагорода, заснована Міжнародним Комітетом Червоного Хреста у 1912 р., призначена для дипломованих медичних сестер і добровільних санітарок, активних учасниць і регулярно співпрацюючих із товариствами Червоного Хреста й Червоного Півмісяця або з іншими організаціями, що надають медичну допомогу.
Радянський Червоний Хрест перші представлення на нагородження медаллю зробив у 1961 році. І вже того ж 1961 року Міжнародний Комітет Червоного Хреста нагородив двох радянських медсестер. Ними стали Левченко Ірина Миколаївна та Савченко Лідія Пилипівна. Загалом за роки існування Радянського Союзу медаллю імені Флоренс Найтінгейл було нагороджено 46 радянських жінок — медичних сестер, військових фельдшерів, санітарних інструкторів та інших медичних працівників. Усі вони нагороджені медаллю імені Флоренс Найтінгейл за свою самовіддану працю у роки Другої світової війни.

## Список нагороджених
| №  | Нагороджена                                                       | Посада                | Рік  | Підстава для нагородження | Див.                       |
| -- | ----------------------------------------------------------------- | --------------------- | ---- | --- | -------------------------- |
| 1  | Багдасарян Джульєтта Вартанівна (1923—?)                          | медична сестра        | 1973 | | [ 1 ] [ 2 ]                |
| 2  | Бойко Надія Андріївна (18.08.1923—?)                              | військовий фельдшер   | 1975 | | [ 1 ] [ 3 ]                |
| 3  | Бутова Клавдія Василівна (16.12.1922—1994)                        | військовий фельдшер   | 1967 | | [ 1 ] [ 4 ]                |
| 4  | Варцаба Євдокія Павлівна (1921—1982)                              | військовий фельдшер   | 1975 | | [ 1 ]                      |
| 5  | Вознюк Наталія Тихонівна (11.09.1922—?)                           | військовий фельдшер   | 1981 | |                            |
| 6  | Гарачук Марія Опанасівна (1921—2003)                              | військовий фельдшер   | 1983 | | [ 5 ] [ 6 ]                |
| 7  | Голухова Софія Василівна (17.09.1921 — 2012)                      | медична сестра        | 1975 | За героїзм, виявлений при рятуванні поранених в роки війни | [ 5 ] [ 1 ] [ 7 ] [ 8 ]    |
| 8  | Гусак Поліна Михайлівна (1916—?)                                  | н/д                   | 1985 | |                            |
| 9  | Данилицька Поліна Демидівна (1922 — 31.12.1999)                   | медична сестра        | 1983 | | [ 6 ] [ 9 ]                |
| 10 | Дьоміна Катерина Ілларіонівна (22.12.1925 — 24.06.2019)           | санітарний інструктор | 1979 | | [ 10 ]                     |
| 11 | Дмитрієва Антоніна Яківна (08.03.1921—05.04.2000)                 | санітарний інструктор | 1985 | | [ 11 ] [ 12 ]              |
| 12 | Дмитрієнко Ганна Михайлівна (1923—?)                              | санітарний інструктор | 1989 | За самовіддане надання допомоги пораненим під час війни, багаторічну роботу з важкохворими                                                                            | [ 13 ] [ 12 ]              |
| 13 | Енгібарова Арфенія Арутюнівна (1918—?)                            | н/д                   | 1979 | |                            |
| 14 | Іванова Віра Іванівна (1924—?)                                    | сандружинниця         | 1975 | За виявлення особливого милосердя до людей, що жили в блокадному Ленінграді, за самовіддану працю в ім'я збереження життя дітей                                       | [ 1 ] [ 13 ]               |
| 15 | Іскакова Разія Шакенівна (25.10.1922—2010)                        | військовий фельдшер   | 1975 | | [ 1 ] [ 12 ] [ 14 ]        |
| 16 | Ішанходжаєва Матлюба (1920—?)                                     | медична сестра        | 1971 | | [ 1 ] [ 15 ]               |
| 17 | Касум-заде Рашида Ібрагимівна (1920—?)                            | н/д                   | 1983 | | [ 6 ]                      |
| 18 | Кащеєва Віра Сергіївна (15.09.1922 — 20.05.1975)                  | санітарний інструктор | 1973 | За самовідданість при рятуванні поранених на полі бою в надзвичайних умовах                                                                                           | [ 1 ] [ 16 ] [ 17 ]        |
| 19 | Квітченко Марія Андріївна (29.03.1920—?)                          | н/д                   | 1985 | |                            |
| 20 | Кликова Ірина Іванівна (20.04.1916 — 17.08.2009)                  | медсестра             | 1967 | За самопожертву при рятуванні поранених у найважчих боях | [ 1 ] [ 13 ] [ 18 ] [ 19 ] |
| 21 | Комелєва Ольга Іванівна (1919—?)                                  | військовий фельдшер   | 1983 | | [ 6 ] [ 20 ]               |
| 22 | Кубланова Саліпа (1921—?)                                         | медична сестра        | 1973 | За виключну відданість тим, чиє життя опинилось під загрозою | [ 1 ] [ 13 ]               |
| 23 | Кузнецова Ганна Романівна (28.12.1924—?)                          | санітарний інструктор | 1967 | | [ 1 ] [ 21 ]               |
| 24 | Кунцевич Софія Адамівна (28.08.1924—09.05.2012)                   | санітарний інструктор | 1981 | | [ 5 ] [ 7 ]                |
| 25 | Левченко Ірина Миколаївна (15.03.1924 — 18.01.1973)               | санітарний інструктор | 1961 | За порятунок життя поранених на полі бою | [ 1 ] [ 22 ] [ 23 ]        |
| 26 | Мумінова Ріхсі Абдумумінівна (12.06.1920 — 2000)                  | н/д                   | 1979 | | [ 24 ]                     |
| 27 | Нечепорчукова Мотрона Семенівна (03.04.1924 — 22.03.2017)         | санітарний інструктор | 1973 | | [ 1 ] [ 25 ] [ 26 ]        |
| 28 | Пихтєєва Антоніна Олександрівна (1922—1996)                       | медична сестра        | 1987 | За героїчну працю в роки війни і за активну участь у виявленні та ліквідації інфекційних захворювань серед цивільного населення, за заслуги в гуманітарній діяльності | [ 27 ]                     |
| 29 | Родіонова Людмила Антонівна (07.11.1917 — 1978)                   | санітарний інструктор | 1975 | За заслуги в порятунку поранених | [ 1 ] [ 28 ] [ 29 ]        |
| 30 | Савченко Лідія Пилипівна (12.06.1922 — 2000)                      | медична сестра        | 1961 | | [ 30 ] [ 1 ] [ 31 ]        |
| 31 | Сердюк Марія Дмитрівна (1919—?)                                   | медична сестра        | 1965 | | [ 1 ] [ 32 ]               |
| 32 | Синькова Марія Павлівна (1920 — 11.1994)                          | медична сестра        | 1987 | За самовіддану працю по наданню допомоги пораненим у воєнний час та під час землетрусу                                                                                | [ 16 ] [ 33 ]              |
| 33 | Сіренко Катерина Юхимівна (27.12.1920—?)                          | медична сестра        | 1971 | За надання медичної допомоги населенню на окупованій території та у партизанському загоні                                                                             | [ 1 ] [ 27 ] [ 34 ]        |
| 34 | Смирнова Зінаїда Іванівна (04.10.1923—1991?)                      | санітарний інструктор | 1971 | | [ 1 ] [ 35 ]               |
| 35 | Смирнова Марія Петрівна (17.10.1921 — 25.09.2010)                 | санітарний інструктор | 1973 | | [ 1 ] [ 12 ] [ 36 ]        |
| 36 | Соколова Ніна Олександрівна (1920—2009)                           | фельдшер              | 1989 | | [ 37 ]                     |
| 37 | Талишханова Сарія Атталаївна (1921—?)                             | медична сестра        | 1979 | |                            |
| 38 | Туснолобова-Марченко Зінаїда Михайлівна (23.11.1920 — 20.05.1980) | медична сестра        | 1965 | | [ 1 ] [ 38 ] [ 39 ] [ 40 ] |
| 39 | Федюкова Марія Андріївна (1923—1995)                              | військовий фельдшер   | 1981 | | [ 41 ]                     |
| 40 | Хаблова Агнія Іванівна (05.08.1919 — 2009)                        | санітарний інструктор | 1965 | За надання допомоги пораненим і потерпілим під час війни, за неодноразовий ризик заради порятунку людей                                                               | [ 1 ] [ 13 ] [ 42 ]        |
| 41 | Чанишева Фаїна Хусаїнівна (1922—2003?)                            | військовий фельдшер   | 1965 | За самовідданість, виявлену у воєнний час | [ 1 ] [ 27 ] [ 43 ]        |
| 42 | Чернова Людмила Іванівна (1923—?)                                 | військовий фельдшер   | 1983 | | [ 6 ] [ 44 ]               |
| 43 | Шевченко Євгенія Максимівна (03.01.1919—24.04.1995)               | медична сестра        | 1967 | | [ 5 ] [ 1 ] [ 7 ]          |
| 44 | Широка Віра Власівна (1923—2001)                                  | військовий фельдшер   | 1987 | | [ 12 ] [ 45 ]              |
| 45 | Шкарлетова Марія Савеліївна (3.02.1925 — 2.11.2003)               | санітарний інструктор | 1965 | За самовіддане служіння людству | [ 1 ] [ 46 ] [ 47 ]        |
| 46 | Щербаченко Марія Захарівна (14.02.1922 — 23.11.2016)              | санітарний інструктор | 1973 | За милосердя, відвагу і безстрашність, виявлені при порятунку важкопоранених на полі бою                                                                              | [ 1 ] [ 16 ] [ 48 ]        |